# マハッラ
マハッラ (ラテン文字:mahalla, mohalla、アラビア語: محلة、ペルシア語:   محله 、ウルドゥー語:   محله 、グザルとも呼ばれる)  はアラビア語で地方行政区画もしくは近隣住区を表す用語。アラブ地域やウズベキスタンを始めとする中央アジアでこの用語が用いられている。トルコではマハッレ (mahalle)と呼ばれて地区を表す用語として用いられており、オスマン帝国時代には行政単位として用いられていた。また、南アジア地域では「モハッラ」 (mohalla) と呼ばれる。
- マハッラ (中央アジア)
- マハッレ（英語版） (トルコ)
- エル＝マハッラ・エル＝コブラ (エジプトの都市)

## 著名なモハッラ
- モハッラ・サーディカバード（英語版）, パキスタン
- ヒーラー・マンディー（英語版）, パキスタン -別名：シャーヒ・モハッラ